# Rap da Felicidade
Rap da Felicidade é uma canção de funk carioca interpretada pela dupla Cidinho & Doca, lançada em 1994 e produzida por Adriano DJ (audiobass record's)
Foi umas das primeiras gravações oficiais do gênero funk carioca no início dos anos 90. A canção alcançou sucesso repentino nas paradas musicais e rádios de todo o Brasil. Além das batidas 130 BPM características do funk carioca, ela leva um estilo de poesia rítmica (rap), se tornando um clássico do funk em geral.
Além do sucesso, a música traz uma letra clara e objetiva, abordando temas como violência, racismo e desigualdades sociais no Brasil. Assuntos que vão desde a violência nas favelas do Rio de Janeiro até a má administração de qualquer poder governamental no país.
Por outro lado, desde seu título, Cidinho & Doca reforçam a ideia de um lugar perfeito para se viver, ou seja, a própria favela onde nasceram e desejam ser feliz. Eles fazem um pedido ou apelo as autoridades governamentais que ali "não fazem nada". Segundo Cidinho e Doca, o funk é um estilo musical muito discriminado por ser um gênero totalmente de periferia e ainda afirma que, na época do sucesso da canção, cantaram o que muita gente não queria ouvir. Além disso, ainda reforçam a ideia que, depois de mais de 20 anos, a canção continua sendo um claro retrato dos dias atuais, não só para as favelas do Rio de Janeiro, mas para qualquer outro lugar do Brasil.